# Phoenix (Fernsehsender)
Phoenix (eigene Schreibweise: phoenıx) ist ein öffentlich-rechtlicher Fernsehsender, der als Gemeinschaftseinrichtung von ARD und ZDF betrieben wird. Die ARD-Seite wird dabei durch den WDR vertreten. Das Programm des als Ereignis-, Politik- und Dokumentationskanal angetretenen Spartensenders setzt sich aus Ereignisübertragungen, Nachrichtensendungen, Dokumentationen, Reportagen und Diskussionssendungen zusammen.
Programmgeschäftsführerinnen sind Michaela Kolster vom ZDF und Eva Lindenau von ARD/WDR. Sitz des Senders ist das ehemalige Hauptstadtstudio von WDR und ZDF in Bonn.

## Programm

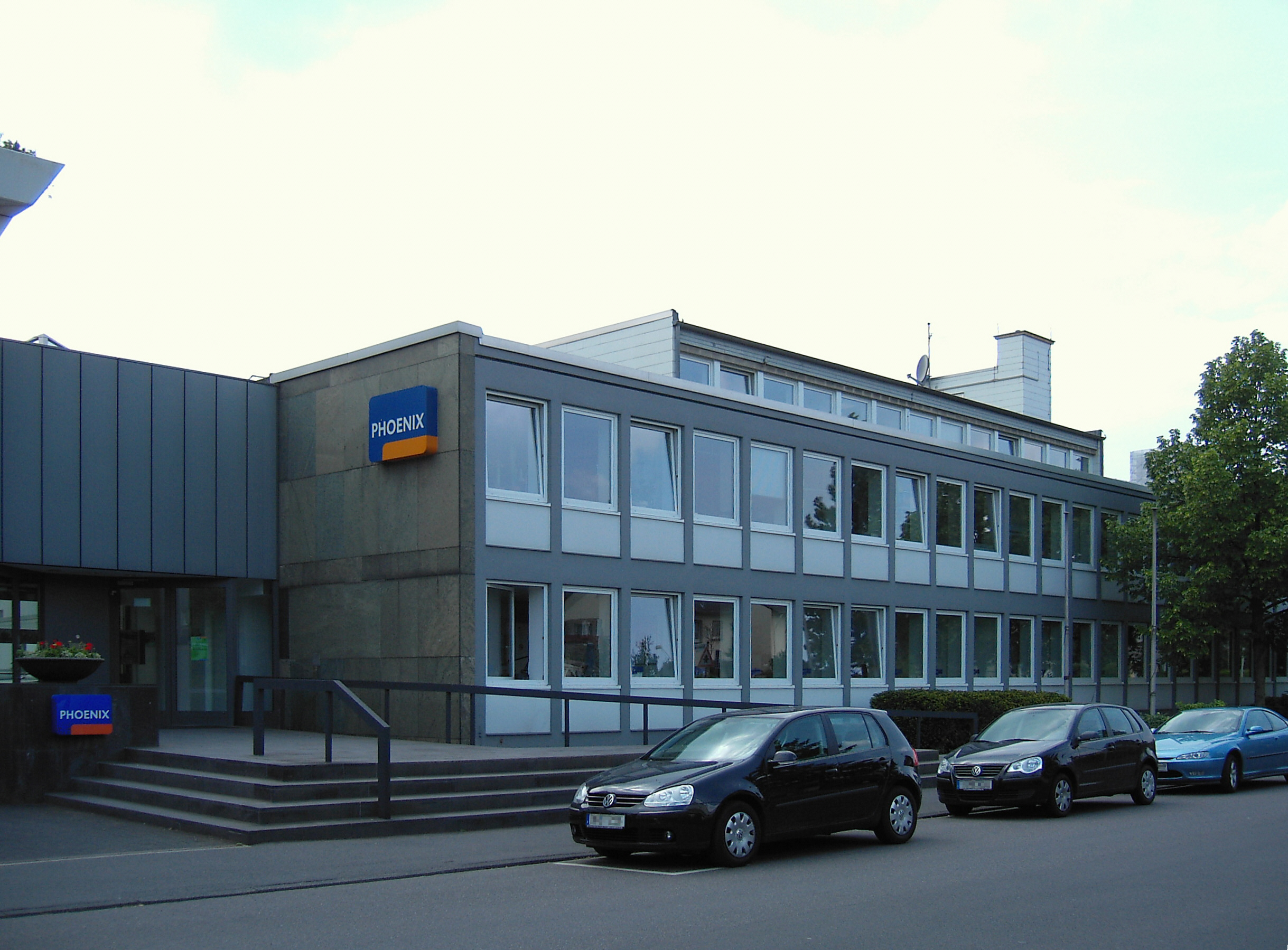
Verwaltung und Studio in Bonn (2006)

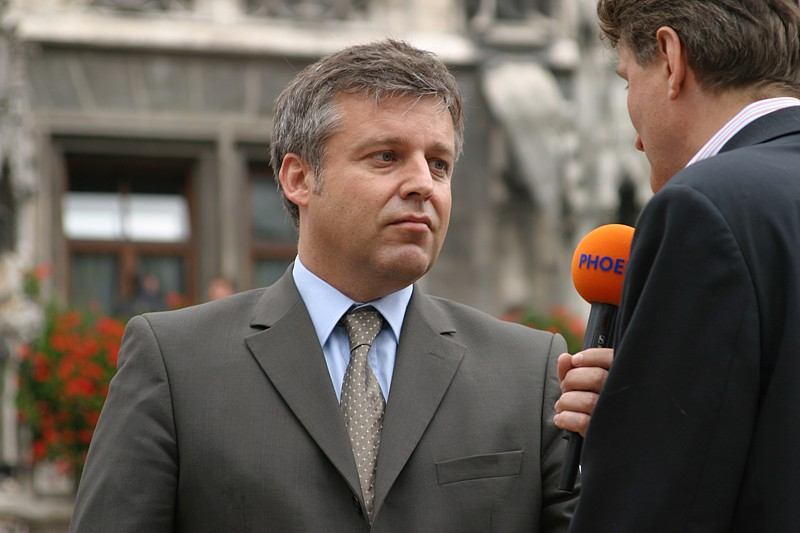
Phoenix-Reporter Heinz Abel bei einem Live-Interview (2005)

### Aktuelle Berichterstattung
Die von Montag bis Freitag um 09:00, 10:00, 12:00 und 14:00 Uhr ausgestrahlte Sendung phoenix vor ort widmet sich aktuellen Ereignissen im Rahmen von Berichten, Gesprächen sowie der Übertragung von Pressekonferenzen u. Ä. Bei wichtigen aktuellen Ereignissen und der Übertragung von Bundestagssitzungen oder Parteitagen werden zusätzliche Ausgaben der Sendung ins Programm genommen bzw. die Ausgaben tagsüber verlängert.
In der Sendung phoenix plus (Montag bis Freitag) um 09:30 Uhr, 10:30 Uhr, 12:45 Uhr und 14:45 Uhr werden politische oder gesellschaftliche Themen aus dem In- und Ausland anhand von Berichten, Dokumentationen und Expertengesprächen näher beleuchtet.
Phoenix produziert keine eigenen Nachrichtensendungen, übernimmt aber täglich die Hauptausgabe der Tagesschau sowie montags bis donnerstags das heute-journal und strahlt beide Sendungen mit Gebärdensprachdolmetschern aus. Auch das ARD-Morgenmagazin bzw. das ZDF-Morgenmagazin übernimmt der Sender von Montag bis Freitag. Das aktuelle Tagesgeschehen wird in der Sendung phoenix der tag, montags bis freitags um 17:30 Uhr und 23:00 Uhr, in ausführlichen Berichten und Interviews detailliert dargestellt.

### Diskussionen
Zu aktuellen politischen Themen wird montags um 22:15 Uhr die Diskussionsrunde unter den linden (Moderation Michaela Kolster und Thomas G. Becker) sowie dienstags und mittwochs um 22:15 Uhr sowie donnerstags um 21:00 Uhr die Sendung phoenix runde (Moderation Alexander Kähler und Anke Plättner) ausgestrahlt.
Freitags um 24:00 Uhr wird die Gesprächssendung phoenix persönlich (mit Theo Koll, Inga Kühn, Eva Lindenau und Jörg Thadeusz) ausgestrahlt, in der die Moderatoren mit einer prominenten Persönlichkeit sprechen.
Am Sonntag wird um 12:00 Uhr der Presseclub vom Ersten übernommen bzw. der internationale frühschoppen ausgestrahlt, wenn der Presseclub ausfällt. Des Weiteren werden verschiedene Diskussionssendungen sonntags um 13:00 Uhr ausgestrahlt.
Daneben werden am Montag um 09:30 Uhr bzw. am Freitag um 16:00 Uhr die aktuellen politischen ARD- und ZDF-Talk-Shows (Caren Miosga, Maybrit Illner) vom Vortag wiederholt.

### Dokumentationen
Die meisten Dokumentationen werden bei Phoenix von den ARD-Anstalten oder von den ZDF-Sendern übernommen. Dazu kommt die Dokumentarreihe mein ausland in der die Korrespondenten der ARD oder des ZDF für Phoenix berichten sowie deutschsprachige Erstausstrahlungen englischer Dokumentationen, meist übernommen vom Discovery Channel.
Im Tagesprogramm werden montags bis donnerstags in der Regel um 16:00 und 18:00 Uhr sowie montags bis freitags ab 20:15 Uhr diverse Dokumentationen ausgestrahlt. Die Sendungen können aufgrund von aktuellen Ereignisübertragungen ausfallen oder zu anderen Zeiten ausgestrahlt werden.
Am Samstag werden von 11:30 bis 17:00 Uhr und von 20:15 bis 23:15 verschiedene Dokumentationen ausgestrahlt, in der Regel zu einem Thema. Dazu gehört Samstagabend um 21:45 Uhr bzw. im Rahmen von Themenschwerpunkten auch ein Dokumentarfilm. Am Samstagabend hat die Wiederholung der aktuellen Ausgabe von Terra X History um 23:15 Uhr ihren festen Sendeplatz.
Am Sonntagnachmittag werden ab 14:00 Uhr in der Sendereihe phoenix history bestimmte geschichtliche Ereignisse anhand von Dokumentationen näher beleuchtet.
Das Nachtprogramm umfasst neben Wiederholungen hauptsächlich Dokumentationen aus den Sendereihen Discovery – Die Welt entdecken sowie Terra X. Ergänzend gibt es synchronisierte Dokumentationen aus dem englischen Fernsehen sowie Reisereportagen von ZDF bzw. arte.

## Geschichte
Die Initiative zur Gründung des Kanals kam von der ARD. Gemeinsam mit dem ZDF wurde ein Programmkonzept entwickelt, das neben den ursprünglich ausschließlich vorgesehenen Übertragungen von Parlamentssitzungen auch andere Übertragungen und vor allem ergänzend auch Dokumentationen und Gesprächssendungen umfasste. Die Idee zum Sendername Phoenix kam von Fritz Pleitgen und bezieht sich sowohl auf den gleichnamigen mythischen Vogel wie auch auf Phoinix, der Bruder oder Vater der Europa.
Phoenix war nach seinem Sendebeginn am 7. April 1997 überwiegend nur in Kabelnetzen der Deutschen Telekom sowie über das Satellitensystem ASTRA 19,2° Ost zu empfangen. In den ersten Monaten wurde ein Transponder auf Astra 1D genutzt, welcher nicht von allen Satellitenhaushalten auf Grund des damals noch untypischen Frequenzbandes unterhalb 10,950 GHz empfangen werden konnte. Erst mit dem Wechsel des Programms auf Astra 1C zum Jahreswechsel 1997 / 1998 gelang es, die technische Reichweite auf rund 17 Millionen Haushalte zu erhöhen.
Zuerst war der Sender in Köln beim WDR angesiedelt, bis er 2000 das modernisierte ehemalige Hauptstadtstudio des ZDF in Bonn bezog.
Im August 2006 erreichte Phoenix einen durchschnittlichen monatlichen Marktanteil von 1,0 %, was die bis dahin höchste Einschaltquote der Sendergeschichte darstellte. Mit etwa 4,5 Millionen Zuschauern täglich lag Phoenix vor den privaten Informationssendern n-tv und N24. Der Marktanteil konnte 2006 im Jahresdurchschnitt von 0,6 % auf 0,7 % bis auf 0,9 % im Jahr 2008 gesteigert werden.
2007 arbeiteten 90 feste und genauso viele freie Mitarbeiter für den Sender, dem jährlich ein Etat von rund 35 Millionen Euro aus den Mitteln der Rundfunkgebühren zur Verfügung steht.
Zum zehnjährigen Bestehen des Senders hält Phoenix seit dem 11. Juni 2007 Beiträge zu hundert ausgewählten Ereignissen, Reden und Gesprächen aus der Sendegeschichte auf seiner Website zum Download bereit. Seit 2007 wird das Programm im 16:9-Format ausgestrahlt.
Am 26. November 2008 wurde das alte blaue Senderdesign aus den Jahren 2000 bzw. 2003 durch ein neues ersetzt. Dazu wurden das Logo, das neue Studio im Sendezentrum Bonn, Einblendungen sowie der Webauftritt neu gestaltet. Das neue Logo enthält den Sendernamen und die aktuelle Uhrzeit in schwarzer Schrift auf hellgrauem Hintergrund.
2010 erhielt Phoenix im Dezember den bisher höchsten durchschnittlichen Marktanteil eines Monats mit 1,3 Prozent. Gefragt war dem Sender zufolge vor allem die Berichterstattung zum Thema Hartz IV im Bundestag und Bundesrat. Phoenix hatte im November mit Live-Berichten zur Schlichtung im Streit um das Bahnprojekt Stuttgart 21 sogar Quoten von bis zu 5,3 Prozent erreicht, was ebenso einen Rekord darstellte.
Im Jahr 2011 erzielte der Sender mit einem Marktanteil von 1,1 Prozent den besten Jahreswert seit Beginn seines Bestehens. Den meisten Zuspruch bei den Zuschauern fanden Beiträge zu den politischen Umwälzungen in der arabischen Welt, zur Nuklearkatastrophe von Fukushima sowie zur Finanzkrise.
Seit dem 30. April 2012 wird zusätzlich ein HD-Ableger des Fernsehsenders ausgestrahlt. Die Ausstrahlung erfolgte dabei zu Beginn hauptsächlich über das Hochskalieren des SD-Signals, nur vereinzelte Sendungen wurden in nativem HD ausgestrahlt. Am 19. August 2015 startete die native HD-Übertragung. Seit dem 15. November 2022 sendet phoenix über Satellit nur noch in HD.
Seit dem 4. Juni 2018 hat Phoenix ein neues Design. Das bisherige Senderlogo mit Uhrzeit in der oberen, linken Bildschirmecke wurde getrennt. Das neue, einfach gehaltene, Logo in weißer Schrift ist jetzt in der unteren, linken Ecke positioniert. Der HD-Zusatz im Logo entfällt außerdem seitdem. Die Uhrzeit wird jetzt in der unteren, rechten Bildschirmecke angezeigt. Die neuen Senderfarben sind Petrol und Türkis. Eilmeldungen werden in einer roten Bauchbinde eingeblendet. Weiterführende Informationen zum Programm werden in Gelb angezeigt. In Folge kam es zu weiteren Änderungen am Logo, so wurde es 2020 wieder in die obere linke Ecke verschoben, 2021 wurde unter dem Logo der Untertitel „VON ARD UND ZDF“ hinzugefügt, ähnlich wie beim Logo des KiKA.
Die phoenix-Programmgeschäftsführerinnen Eva Lindenau (ARD) und Michaela Kolster (ZDF) gaben anlässlich des 25-jährigen Sender-Jubiläums 2022 bekannt, dass Phoenix bis 2024 in den früheren Schürmann-Bau in Bonn, dem heutigen Sitz der Deutschen Welle, umziehen werde. Im Zuge des Umzugs soll sich der Sender zu einer „digitalen Politik-Plattform“ weiterentwickeln, die Politik im Fernsehen, in den Mediatheken von ARD und ZDF und in Socialmedia-Netzwerken bietet.

## Senderleitungen
Die Sendeleitung ist paritätisch mit einem Vertreter der ARD, der aus den Reihen des WDR kommt, und einem des ZDF besetzt.
| ARD-Vertreter                     | ZDF-Vertreter                         |
| --------------------------------- | ------------------------------------- |
|                                   | Barbara Groth (1997–1998)             |
| Klaus Radke (1997–2007)           | Alexander von Sobeck (1998–2001)      |
| Michael Hirz (2007–2018)          | Bodo H. Hauser (2001–2004)            |
| Helge Fuhst (2018–2019)           | Christoph Minhoff (2005–2012)         |
| Eva Lindenau (seit November 2019) | Michaela Kolster (seit November 2012) |

## Kritik
Vor der Bundestagswahl 2013 wollte Phoenix die Gesprächssendung „Forum Politik“ mit den Kandidaten Angela Merkel und Peer Steinbrück aus der Hauptstadtrepräsentanz der Deutschen Bank senden. Kritik an der Verquickung von Privatwirtschaft und öffentlich-rechtlichem Rundfunk kam von der Verbraucherschutzorganisation Foodwatch. Foodwatch-Geschäftsführer Thilo Bode sagte, es handele sich um „demokratieschädliches Lobbying“ der Bank, die auch die Produktion mit sponsore. Phoenix wies die Kritik zurück. Dennoch reagierte die Senderleitung und erklärte um den „Anschein unzulässiger Unterstützung durch Dritte entgegenzuwirken“ wolle man das Logo der Bank nicht zeigen und sich die Bewirtung nicht von der Deutschen Bank bezahlen lassen. Dies war ursprünglich vorgesehen.

## Senderlogos

Logo bei Sendestart bis März 2000
Logo vom April 2000 bis November 2008
Logo von 2008 bis April 2012
Logo vom April 2012 bis zum 3. Juni 2018
Logo des HD-Ablegers vom 30. April 2012 bis zum 3. Juni 2018
Logo seit 4. Juni 2018
On-Air-Logo von 4. Juni 2018 bis 2021 (SD-Version)
HD-Logo

## Empfang
Das Programm von Phoenix kann man über folgende Wege empfangen:
- Antenne:
  - DVB-T2 (Digitales Antennenfernsehen)
- Kabelanschluss:
  - DVB-C (Digitales Kabelnetz)
- Satellit:
  - DVB-S (Digitales Satellitenfernsehen) (Astra)
- IPTV:
  - Empfang über die Plattform Telekom Entertain und bei Alice
  - Livestream (mittlerweile 24/7, nur sehr wenige Sendungen werden nicht online gesendet, der Livestream ist aber seitdem auf das deutsche IP-Adressen-Segment beschränkt und im Ausland nicht direkt empfangbar)
  - Zattoo, Magine TV, waipu.tv

Im Zuge der teilweisen analogen Abschaltung zum 1. Juli 2015 im Kabelfernsehnetz von Unitymedia war Phoenix analog nur noch in einem Zeitfenster von 05:00 Uhr bis 17:00 Uhr zu sehen, da der Sender in Zeitpartagierung mit 3sat sich einen Programmplatz teilen musste. Seit der Abschaltung aller analogen Fernsehkanäle im Unitymedia-Netz im Juni 2017 wird Phoenix dort nicht mehr analog verbreitet.